# Nylars Kirke
Nylars Kirke ligger i Nylarsker Sogn (Vester Herred) på Sydbornholm, nær Rønne. Navnet Nylars er en folkeetymologisk omdannelse af Nikolaus, navnet på den helgen til hvem kirken var indviet.

## Bygningshistorie
Nylars Kirke blev sandsynligvis opført i midten af 1100-tallet. Den er bygget af kampesten og silurkalk med apsis, kor og rundskib.
Kirkens ene klokke er støbt i 1702 af D.H. Gradener og Arendt Tor Kuhl, mens den anden klokke er omstøbt ved arkitekt Mathias Bidstrups restaurering i 1882.
Våbenhuset, som er placeret foran syddøren, blev ombygget af arkitekten J.D. Herholdt, i 1879 og senere blev også klokketårnets klokkerum fornyet.

## Kirken i dag
Kirken er bygget i tre stokværk som en typisk forsvarskirke. De to nederste stokværk har ringformet tøndehvælv, som er karakteristisk for de bornholmske rundkirker.
Den eneste bevarede oprindelige lysåbning i kirken, som er placeret så højt oppe under tøndehvælvet som muligt, har måttet afdækkes med en stenplade. Lysåbningens 50 cm gange 27 cm og mange andre detaljer tydeliggør kirkens "fæstningskarakter".
Det fritstående klokketårn er et af de mest ejendommelige på øen, og klokkerummet af bindingsværk står på en høj kampestensudbygning, som stammer fra 1500-tallet.

I kirkens våbenhus står et krucifiks fra renæssancen (omkring 1600) på et nyere kors, og her findes også to olddanske runesten; se Ny Larskerstenen 1 og Ny Larskerstenen 2.
Prædikestolen og stoleværket er fra restaureringen ved Mathias Bidstrup i 1882, hvilket antages også at gælde for pulpituret.
Kirkens nuværende lysekroner er kopier efter lysekronerne i Ruts Kirke, og i koret hænger en udskåret og forgyldt basunengel fra 1700-tallet.

## Billeder
- Nylars Kirke 2005
- Kalkmaleri
- Nylars Kirke